# Diaphania latilimbalis
Diaphania latilimbalis is een vlinder uit de familie van de grasmotten (Crambidae), uit de onderfamilie van de Spilomelinae. De wetenschappelijke naam van deze soort is voor het eerst voorgesteld als Phakellura latilimbalis door Achille Guenée in een publicatie uit 1854. De voorvleugellengte van het mannetje varieert van 13 tot 16 millimeter en van het vrouwtje van 13,6 tot 17 millimeter.

## Verspreiding
De soort komt voor in Mexico, Guatemala, Honduras, Costa Rica, Panama, Venezuela en Brazilië.

## Habitat
Het habitat bestaat uit tropisch regenwoud of nevelwoud tussen 100 en 1450 meter boven zeeniveau.